# Sony Pictures Television Group
Sony Pictures Television Group – przedsiębiorstwo należące do Sony Pictures Entertainment. Obecnie skupia on ważniejsze wytwórnie telewizyjne Sony Corporation. Dawniej holding ten funkcjonował pod nazwą Columbia TriStar Television Group, który wraz z przejściem do Sony stracił na znaczeniu, aby w końcu zostać zlikwidowany. W jego miejsce powstała grupa Sony Pictures Television Group, w której skład wchodzi kilka dawnych wytwórń z Columbia TriStar Television Group pod inną nazwą, oraz nowe.
Siedziba przedsiębiorstwa znajduje się w Culver City w amerykańskim stanie Kalifornia.

## Struktura grupy
- Adelaide Productions (dawniej jako Columbia TriStar Children’s Television)
- Culver Entertainment
- Embassy Row
- The Minisode Network
- Crackle (internetowa stacja telewizyjna)
- Sony Pictures Television International (dawniej jako Columbia TriStar International Television)
- Sony Pictures Television (dawniej jako Columbia TriStar Television)
- 2waytraffic